# Кинотеатры Гомеля

Кинотеатры в Гомеле существуют с 1911 года. На 2021 год в Гомеле работают 4 кинотеатра, включая 3 кинотеатра, подконтрольных государственной структуре КУП «Гомелькиновидеопрокат».

## История
Кинотеатры в Гомеле существуют с начала XX века. В журнале "Театр и искусство" за 1908 год есть следующая заметка о Гомеле: "Об „Иллюзионах", синематографах говорить не приходится. Их так много, хоть отбавляй. Правда один из них прекратил свое существование, но его сменил музей".
В 1908 в доме Цырлина на Румянцевской улице (ул. Советская) был открыт "театр электро-биограф известного в России демонстратора Р. Штремера" (позже - кинотеатр «Мулен Руж»). К 1912 году театр потерял свою популярность и переходил от одного владельца к другому. В 1919 году кинотеатр был переименован в «Красную Звезду», а в 1923 году - после убийства В. В. Воровского — в кинотеатр им. Воровского.
В 1911 в Гомеле открыт кинотеатр «Художественный» (также известен как «Театр художеств») при гостинице «Савой» (архитектор С. Д. Шабуневский), который имел 3-ярусный зал на 800 мест. В 1919 году он был переименован в «1-й Советский», в 1923 - реконструирован и переименован в кинотеатр имени Калинина.
В 1912 году в Гомеле открылся «электро-театр» «Триумф» на углу улиц Румянцевской и Троицкой (сейчас Советская и Крестьянская).
В 1910-е в Гомеле также работали кинотеатры «Грёзы» и «Новый Иллюзион» (около железнодорожного вокзала, напротив нынешнего Дворца культуры железнодорожников им. Ленина). В 1919 году «Новый Иллюзион» был переименован в кинотеатр «Интернационал».
В 1920-е начали работать новые кинотеатры:  «Интимный» на улице Базарной (ул. Трудовая),  «Кино» в Новобелице, летний кинотеатр «1 Мая» (в парке им. Луначарского), кинотеатр им. Володарского (напротив кинотеатра им. Калинина), «Кино горсовета» (в Большой Синагоге, построенной С.П. Румянцевым в 1833 г. Сейчас на этом месте — здание дорожно-строительного колледжа).
В 1940 году в парке им. Луначарского открылся кинотеатр «Зорка». Накануне Второй мировой войны в Гомеле, по статистическим данным, функционировали 5 кинотеатров с общей численностью 3100 мест. В период военных действий все кинотеатры города были разрушены, а их техническая база уничтожена.
После освобождения Гомеля кинофильмы демонстрировались в так называемых летних кинотеатрах, в приспособленных под кинотеатры помещениях. В феврале 1944 года в помещении железнодорожного клуба после войны открылся первый городской кинотеатр. В 1948 году был восстановлен кинотеатр имени Калинина (архитектор Владимир Николаевич Вараксин) в однозальном формате. 
В июне 1947 года в одноэтажном длинном здании на левой стороне улицы Будённого (ул. Барыкина) был открыт гомельский детский кинотеатр. С 1 августа 1948 года кинотеатр стал носить имя С. М. Будённого, а в 1958 году его переименовали в «Октябрь». Кинотеатр был закрыт из-за открытия в 1963 году нового одноимённого двухэтажного кинотеатра «Октябрь» по типовому проекту в центре сквера на правой стороне улицы Барыкина.
В феврале 1963 года на Полесской улице открылся кинотеатр «Ракета» со зрительным залом на 463 места.
В 1964 в городском парке культуры и отдыха открыт специализированный детский кинотеатр им. Исаченко. С 1988 года он был закрыт на реконструкцию, а на его месте открылся Гомельский государственный областной Дворец творчества детей и молодежи.
В 1969 году здание кинотеатра имени Калинина было реконструировано: построены второй зрительный зал и фойе.
На 1989 год в Гомеле было 7 кинотеатров: широкоформатные им. Калинина и «Юбилейный» (открылся в 1978 году), широкоэкранные «Октябрь», «Мир» (открылся в 1959 году), «Ракета», «Спартак», «Спутник». Кинотеатр имени Калинина был самым крупным в городе, имел 2 кинозала на 1270 мест, по статистике его ежегодно посещали более 2 млн. зрителей. Вторым по размеру был кинотеатр «Юбилейный» с 2 залами на 1060 мест.
В 1990-е закрылись гомельские кинотеатры «Ракета», «Спартак», «Спутник» и «Юбилейный», а с 2002 до 2010 в кинотеатре «Мир» организовывались только видеопоказы, без киносеансов. В 2006 году прекратил работу малый зал кинотеатра имени Калинина.
В 2008 году кинотеатр «Юбилейный» был сдан в аренду ЧУП «Инвестиционная Компания «Капитал-актив», которая провела реконструкцию. В кинотеатре была установлена новая звуковая система и 21-метровый бесшовный экран. Летом 2010 года кинотеатр «Юбилейный» первый в Гомеле стал показывать фильмы в 3D. Из-за экономического кризиса в ноябре 2011 года кинотеатр закрылся.
В декабре 2010 после проведения капитального ремонта появилась возможность просмотра фильмов в 3D-формате в кинотеатре «Октябрь», а в 2012 году и в кинотеатре «Мир».
В декабре 2014 года на автостоянке ДСК на ул. Объездной, 10 открылся первый в Гомеле автокинотеатр на 25 автомобилей с экраном размером 5 на 10 метров. Через несколько лет кинотеатр прекратил свою работу.
В феврале 2016 года зал видеоцентра «Октябрьский» на проспекте Октября был переоснащён за счёт средств «Гомелькиновидеопроката» и получил название «МиниОН». 1 ноября 2020 года кинозал прекратил работу, а через несколько недель открылся в бывшем видеозале кинотеатра имени Калинина.
В 2019 году после реконструкции открыт малый зал кинотеатра имени Калинина, рассчитанный на 150 мест. В кинозале установлен серебряный экран размером 12,3 на 5,3 м. Новое оборудование кинозала позволило демонстрировать фильмы в форматах 2D и 3D.
28 декабря 2018 года здание кинотеатра «Юбилейный» с десятой попытки было продано на аукционе за 250 200 рублей компании «Эльфента-спорт», которая в 2019 году открыла в нём семейный развлекательный центр с кинотеатром Misteria Cinema на 135 мест.
В апреле 2020 на парковке бывшего авторынка «Осовцы» начал работу автокинотеатр Open air cinema: на площади около 3000 квадратных метров расположен светодиодный экран размером 10 на 4 метра. Звук транслируется на определенной FM-частоте.

## Список кинотеатров
В списке представлены закрытые, действующие и будущие кинотеатры Гомеля. Они располагаются в алфавитном порядке.
Таблица:
- Название — название кинотеатра;
- Открыт — дата открытия кинотеатра;
- Закрыт — дата закрытия для недействующих кинотеатров;
- Архитекторы — имя и фамилия архитекторов;
- Адрес — адрес, где находится или находился кинотеатр;
- Примечания — дополнительные пояснения;
- Ссылки — источники;

### Действующие
Цветом выделены временно закрытые кинотеатры
| Название                      | Открыт | Архитекторы                              | Адрес                               | Изображение | Примечания | Ссылки        |
| ----------------------------- | ------ | ---------------------------------------- | ----------------------------------- | ----------- | --- | ------------- |
| Автокинотеатр Open air cinema | 2020   |                                          | Автостоянка по ул. Давыдовская, 100 |             | Экран размером 10 х 7 метра. Временно закрыт. | [ 15 ] [ 16 ] |
| Кинотеатр им. Калинина        | 1911   | Станислав Шабуневский, Владимир Вараксин | ул. Коммунаров, 4                   |             | 3 зала. Самый старый действующий кинотеатр Гомеля. Здание кинотеатра имени Калинина является сохранившейся частью комплекса зданий гостиницы «Савой». До 1919 года - «Художественный», с 1919 по 1923 - «1-й Советский». В 1923 получил имя Калинина. В 1947 году кинотеатр был реконструирован. | [ 17 ] [ 18 ] |
| Мир                           | 1959   | Зоя Брод                                 | ул. Ильича, 51/Б                    |             | 1 кинозал и 2 видеозала, вместимостью от 6 до 198 мест. C 2002 до 2010 в кинотеатре были только видеопоказы, без киносеансов. С 2012 после реконструкции - цифровой с форматом 3D. | [ 19 ] [ 20 ] |
| Мистерия Синема               | 1979   | О. Тихонова                              | ул. Юбилейная, 9                    |             | Первый 3D-кинотеатр Гомеля. До 2019 года - «Юбилейный». С декабря 2019 года - Misteria Cinema. В 2008 году был реконструирован. C 2011 по 2019 годы кинотеатр был закрыт из-за финансового кризиса.                                                                                              | [ 21 ] [ 22 ] |
| Октябрь                       | 1963   |                                          | ул. Барыкина, 127                   |             | 1 кинозал на ~200 мест. С 2010 после реконструкции - цифровой с форматом 3D. | [ 23 ]        |

### Закрытые
| Название                   | Открыт | Закрыт | Архитекторы | Адрес                                                                                           | Примечания | Ссылки |
| -------------------------- | ------ | ------ | ----------- | ----------------------------------------------------------------------------------------------- | --- | ------ |
| 1 Мая                      | 1920-е | н/д    |             | Парк им. Луначарского                                                                           | Летний кинотеатр |        |
| Автокинотеатр              | 2014   | н/д    |             | ул. Объездная, 10                                                                               | Автокинотеатр на 25 мест. Экран размером 5 х 10 метров. | [ 24 ] |
| Грёзы                      | 1910-е | н/д    |             |                                                                                                 | |        |
| Зорка                      | 1940   | н/д    |             | Парк им. Луначарского                                                                           | |        |
| Интернационал              | 1910-е | н/д    |             | Около железнодорожного вокзала, напротив нынешнего Дворца культуры железнодорожников им. Ленина | До 1919 года - кинотеатр «Новый Иллюзион» |        |
| Интимный                   | 1920-е | н/д    |             | улица Базарная                                                                                  | |        |
| Кино                       | 1920-е | н/д    |             | Новобелица                                                                                      | |        |
| Кинотеатр Горсовета        | 1920-е | н/д    |             | Здание Большой Синагоги (район современной площади Труда)                                       | |        |
| Кинотеатр им. Будённого    | 1947   | 1961   |             | ул. Барыкина, 82б                                                                               | Кинотеатр на 250 мест. В 1958 году был переименован в «Октябрь», а через три года закрыт. В 2013 году бывшее здание «Будённого» снесено в связи с расширением улицы Барыкина.                                        | [ 25 ] |
| Кинотеатр им. Володарского | 1920-е | н/д    |             | Напротив кинотеатра им. Калинина                                                                | |        |
| Кинотеатр им. Воровского   | 1910-е | 1940-е |             | Румянцевская улица                                                                              | В 1910-е - электробиограф Р. Штремера, позже - кинотеатр «Мулен Руж». В 1919 году кинотеатр был переименован в «Красную Звезду», а в 1923 году - в кинотеатр им. Воровского. Разрушен во время Второй мировой войны. |        |
| Кинотеатр им. Исаченко     | 1964   | 1988   |             | Парк им. Луначарского                                                                           | В 1964 году переименован в «Детский кинотеатр имени А.Л. Исаченко». На месте кинотеатра построено здание молодежного центра «Юность».                                                                                |        |
| Ракета                     | 1963   | 1990-е |             | ул. Полесская, 96А.                                                                             | В здании бывшего кинотеатра «Ракета» работает кафе. |        |
| Спартак                    | н/д    | 1990-е | Зоя Брод    | ул. Советская, 66а                                                                              | В здании кинотеатра располагается развлекательный центр «Plaza». |        |
| Спутник                    | 1983   | 1990-е |             | ул. Черноморская, 1а                                                                            | Зрительный зал на 273 места. |        |
| Триумф                     | 1913   | н/д    |             | Угол улиц Румянцевской и Троицкой                                                               | |        |